# Afadzato South District
Koordinaten: 7° 0′ N, 0° 26′ O
Der Afadzato South District ist einer von 18 Distrikten der Volta Region im Osten Ghanas mit einer Gesamtfläche von 535 Quadratkilometern. Der Distrikt hatte im Jahr 2021 73.146 Einwohner.

## Geographie
Der Afadzato South District grenzt im Norden  an den Hohoe Municipal District, im Westen an den Kpando Municipal District und den North Dayi District, im Südwesten an den South Dayi District. Im Süden und Südosten liegt der Ho West District. Der östlichste Teil des Distriktes grenzt an den Nachbarstaat Togo. Die höchste Erhebung ist der Mount Aduado mit einer Höhe von 757 m. Die Nationalstraße 2 führt in Nord-Süd-Richtung durch den ganzen Distrikt, die Inter-Regionalstraße 7 quert in Ost-West-Richtung.